# 2001아울렛
2001아울렛은 이랜드리테일에서 운영하는 백화점 형식의 아울렛 매장이다. 전 지점에서 식품관인 킴스클럽이 영업을 한다.

## 지점 현황
- 중계점: 서울특별시 노원구 동일로204가길 46
- 안양점: 경기도 안양시 만안구 안양로 275
- 분당점: 경기도 성남시 분당구 미금일로154번길 20
- 수원점: 경기도 수원시 팔달구 중부대로34번길 15
- 구로점: 서울특별시 구로구 중앙로1길 36 일.이.삼전자타운3동
- 천호점: 서울특별시 강동구 구천면로 189
- 부평점: 인천광역시 부평구 경원대로 1277

### 과거에 존재했던 지점
- 해운대점 (NC백화점 해운대점으로 리뉴얼 오픈)
- 당산점 (NC당산점으로 리뉴얼 오픈) 2017년 폐점
- 안산점 (2013년 11월 15일 NC고잔으로 리뉴얼 오픈)
- 불광점 (2011년 11월 11일 NC백화점 불광점으로 리뉴얼 오픈)
- 철산점 (2021년 9월 30일에 폐점)